# كليو ميلر
كليو ميلر (بالإنجليزية: Cleo Miller)‏ هو لاعب كرة قدم أمريكية أمريكي، ولد في 5 سبتمبر 1951 في غولد في الولايات المتحدة.

## وصلات خارجية
- كليو ميلر على موقع مرجع كرة القدم المحترفة.كوم (الإنجليزية)